# 寺坂史明
寺坂 史明（てらさか　ふみあき、1949年（昭和24年）4月12日 - ）は、日本の経営者。元サッポロビール代表取締役社長。宮崎県出身。
主に営業・企画畑を歩み、宣伝部長時代には山﨑努と豊川悦司が出演するサッポロ生ビール黒ラベルのテレビCM企画を手がけた。

## 略歴
- 宮崎県立宮崎大宮高等学校卒業[2]
- 昭和47年3月慶應義塾大学法学部卒業
- 昭和47年4月サッポロビール入社
- 平成10年9月同社営業本部宣伝部長
- 平成12年9月同社営業本部マーケティング部長
- 平成14年10月同社九州本部長
- 平成21年3月専務執行役員
- 平成22年3月代表取締役社長
- 平成25年3月相談役
- 令和四年11月、旭日中綬章受章[3][4]。